# Daniela Samulski
Daniela Schwienke, née Samulski le 31 mai 1984 à Berlin et morte le 22 mai 2018, est une nageuse allemande spécialiste des épreuves de nage libre et de dos (50 et 100 m).

## Biographie
En 2010, Daniela Samulski participe aux championnats d'Europe de Budapest. Elle obtient le 9 août la médaille d'or du relais 4 × 100 m nage libre. Cinq jours plus tard, elle obtient la médaille d'argent du 50 m dos avant de remporter le dernier jour la médaille de bronze lors du relais 4 × 100 m 4 nages.
Diagnostiquée d'un cancer de l'utérus, elle en meurt une semaine avant ses 34 ans. Elle laisse un mari et deux enfants derrière elle.

## Palmarès

### Championnats du monde
- Championnats du monde 2009 à Rome (Italie) :
  -  Médaille d'argent du 50 m dos.
  -  Médaille d'argent au titre du relais 4 × 100 m nage libre.
  -  Médaille de bronze au titre du relais 4 × 100 m 4 nages.

### Championnats d'Europe

#### En grand bassin
- Championnats d'Europe 2002 à Berlin (Allemagne) :
  -  Médaille d'argent du 50 m papillon.

- Championnats d'Europe 2006 à Budapest (Hongrie) :
  -  Médaille d'or au titre du relais 4 × 200 m nage libre.

- Championnats d'Europe 2010 à Budapest (Hongrie) :
  -  Médaille d'or au titre du relais 4 × 100 m nage libre.
  -  Médaille d'argent du 50 m dos.
  -  Médaille de bronze au titre du relais 4 × 100 m 4 nages.

#### En petit bassin
- Championnats d'Europe 2005 à Trieste (Italie) :
  -  Médaille d'argent au titre du relais 4 × 50 m 4 nages.
  -  Médaille de bronze au titre du relais 4 × 50 m nage libre.

- Championnats d'Europe 2006 à Helsinki (Finlande) :
  -  Médaille d'or au titre du relais 4 × 50 m 4 nages.
  -  Médaille de bronze au titre du relais 4 × 50 m nage libre.

- Championnats d'Europe 2008 à Rijeka (Croatie) :
  -  Médaille d'argent au titre du relais 4 × 50 m 4 nages.

- Championnats d'Europe 2009 à Istanbul (Turquie) :
  -  Médaille de bronze au titre du relais 4 × 50 m nage libre.

## Records personnels
Ces tableaux détaillent les records personnels de Daniela Samulski en grand bassin au 13 août 2010.
| Épreuve       | Temps   | Compétition                | Lieu          | Date            |
| 50 m dos      | 27 s 23 | Championnats du monde 2009 | Rome (Italie) | 30 juillet 2009 |
| 100 m dos     | 59 s 77 | Championnats du monde 2009 | Rome (Italie) | 27 juillet 2009 |
| 50 m papillon | 26 s 33 | Championnats du monde 2009 | Rome (Italie) | 31 juillet 2009 |

### Records du monde battus
Ce tableau détaille les records du monde battus par Daniela Samulski durant sa carrière ; ils l'ont été en petit bassin.
| Épreuve  | Temps   | Compétition                   | Lieu               | Date            |
| 50 m dos | 27 s 61 | Championnats d'Allemagne 2009 | Berlin (Allemagne) | 26 juin 2009    |
| 50 m dos | 27 s 39 | Championnats du monde 2009    | Rome (Italie)      | 29 juillet 2009 |